# 11.º Grupo de Artilharia de Campanha
O 11º Grupo de Artilharia de Campanha - Grupo Montese, é uma tradicional unidade militar do Exército Brasileiro, situada na cidade do Rio de Janeiro, criada em 1943 como 1º Regimento de Artilharia Pesada Curta para integrar a Força Expedicionária Brasileira na 2ª Guerra Mundial. A Unidade, que durante o conflito recebeu a designação de IV Grupo de Artilharia, se destacou por ser a tropa de mais alto calibre da Artilharia Brasileira em solo italiano. 
O então IV Grupo foi o que mais cumpriu missões de tiro nas batalhas mais importantes da FEB: foram 51 missões em Monte Castelo (21 Fev), 60 missões em Castelnuovo (4 e 5 de Mar) e em Montese, apenas em 14 de abril, foram realizados 1348 tiros, ou seja, o Grupo Consumiu sozinho mais da metade do total de granadas lançadas pela FEB. Tal participação foi tão decisiva que a Unidade recebeu em 1978 a designação histórica de ‘‘Grupo Montese’’.

## História
O Decreto-Lei 6.070-A, de 6 de dezembro de 1943, criou o I Grupo do 1º Regimento de Artilharia Pesada Curta (I/1º RAPC), que deveria instalar-se provisoriamente no quartel do Grupo-Escola em Deodoro, absorvendo o pessoal e material daquela Unidade.
No ano seguinte, o Grupo integrou a Força Expedicionária Brasileira e seguiu para a guerra na Itália. Em 20 de novembro de 1944, desdobrou-se na região entre os rios Reno e Limentro, para atuar na defesa do flanco leste do IV Exército Aliado. Em 20 de fevereiro de 1945, apoiou o 1º Regimento de Infantaria na tomada de Monte Castelo.
Atuou nos combates de La Serra, Santa Maria Villiava, Rocca Pitigliana e apoiou a 1ª Divisão de Infantaria Expedicionária na conquista de Soprassasso e Castelnuovo. Em 4 de abril de 1945, recebeu ordem para destruir importante ponte sobre o rio Panaro, o que foi feito pela 2ª Bateria de Obuses.
Participou na jornada de 14 de abril de 1945, que assinalou o início da última ofensiva aliada na Itália, apoiando a progressão do 11.º Regimento de Infantaria, o que contribuiu para o desmantelamento do sistema defensivo inimigo.
Para acelerar o cerco à 148.ª Divisão Alemã na bacia do rio Taro, recebeu a missão de deslocar-se para Collecchio-Fornovo. Não chegou a abrir fogo, mas suas viaturas foram usadas para o deslocamento do 6.º Regimento de Infantaria, em cujo posto de comando se deu a rendição daquela Divisão.
De volta ao Brasil, instalou-se novamente na Vila Militar do Rio de Janeiro. Nos anos 1970, recebeu sua denominação atual. 
Entre seus comandantes, há dois oficiais que chegaram a Ministros do Exército: os, então, coronéis Orlando Geisel e Gleuber Vieira, além de um ex-Ministro de Estado - Chefe do Estado-Maior das Forças Armadas: o Gen Ex Antônio Luiz Rocha Veneu.

## Atualidade
A Unidade é dotada de obuseiros 155 mm. Seu nome histórico, Grupo Montese, decorre da Batalha de Montese.
Em 2013, o Grupo comemorou seu 70º aniversário.
Em 14 de abril de 2015, sediou a comemoração dos 70 anos da Batalha de Montese. Na ocasião, além de formatura com diversas Unidades Febianas, foi executada uma dramatização da batalha, num verdadeiro espetáculo com luzes, sons e militares da Unidade representando os pracinhas e as peças de Artilharia em sincronia com imagens reais projetadas num imenso telão. A atividade foi finalizada com uma exposição do acervo histórico do Grupo.
Atualmente, o Grupo Montese mantém seu preparo operacional executando tiro real com seus obuseiros, bem como participa dos esforços do Exército para bem apoiar a realização dos Jogos Olímpicos de Verão de 2016, que será no Rio de Janeiro e terá muitas modalidades sediadas no bairro de Deodoro.
Em 3 de dezembro de 2015, com a presença de diversos ex-comandantes, dentre os quais o Gen Gleuber Vieira, foi comemorado o 72º  Aniversário do Grupo Montese. 
Em 14 de abril de 2016, mais uma vez, celebrou a Conquista e Libertação da cidade italiana de Montese pela Força Expedicionária Brasileira. A atividade marcou ainda o recebimento formal do primeiro Sistema de Direção Computadorizado de Artilharia do Exército Brasileiro - o sistema Gênesis - pois coube ao 11º GAC ser a unidade pioneira no emprego deste que é o mais moderno sistema de direção de tiro do país.
Ainda no bojo das comemorações febianas, a Unidade recebeu, em 27 de abril de 2016, a visita do Sr Giovanni Sulla, italiano nascido na cidade de Montese e atual presidente regional da Federação Italiana do Combatente Aliado. Nesta ocasião, o Sr Giovanni reencontrou as duas esculturas produzidas com estilhaços recolhidos em sua cidade natal e que haviam sido doadas ao General de Exército Enzo Martins Peri, então Comandante do Exército, em 25 de abril de 2010. Tais esculturas foram repassadas ao 11º GAC, que passou a incorporá-las a seu rico acervo histórico.
Em 11 de maio, juntamente com o 31º Grupo de Artilharia de Campanha Escola (GEsA), o Grupo reabriu o polígono de tiro do Campo de Instrução de Gericinó para tiros de artilharia. Após 13 anos de interdição, a atividade contou com a presença de diversas autoridades, dentre as quais o Comandante da 1ª Divisão de Exército, General de Divisão Luiz Eduardo Ramos Baptista Pereira; o Comandante do Grupamento de Unidades Escola-9ª Brigada de Infantaria Motorizada (GUEs-9ª Bda Inf Mtz), General de Brigada Jorge Antonio Smicelato; o Diretor de Fabricação, General de Brigada Helio de Assis Pegado; e o Comandante da Artilharia Divisionária da 1ª Divisão de Exército, General de Brigada Edson Diehl Ripoli. As oito peças de Artilharia realizaram os tiros empregando o sistema Gênesis, comprovando a eficiência deste sistema no mesmo terreno em que os integrantes do IV Grupo da FEB, atual 11º GAC, realizaram sua preparação antes do embarque para sua memorável participação na II Guerra Mundial.
Durante a Semana da Artilharia / 2016, o Grupo foi responsável por coordenar o "Tiro do Recruta" no Campo de Instrução de Gericinó, retomando uma tradição adormecida por 13 anos. A demonstração, voltada principalmente para os jovens recrutas, foi assistida por diversas autoridades da ativa e da reserva e contou com a participação de todas as Organizações Militares de Artilharia da Vila Militar.
No dia 6 de dezembro, ocorreu a comemoração do seu 73º Aniversário. O evento teve início com um ato religioso em referência à Santa Bárbara, Padroeira da Artilharia, seguido da inauguração do Espaço Cultural Hugo Panasco Alvim, visando perpetuar os feitos históricos dessa Unidade Expedicionária e homenageando o General Hugo Panasco Alvim, primeiro Comandante da Unidade, que na formatura que se seguiu, simbolicamente, passou em revista à tropa, desfilando nas duas viaturas históricas do Grupo: um Dodge WC-51 e um trator M5, os quais percorreram os campos da Itália há mais de 70 anos e seguem funcionando nos dias de hoje, após restauração pela Seção de Manutenção da Organização Militar. Dentre as inúmeras autoridades presentes, destacam-se o General de Exército Gleuber Vieira, antigo Ministro do Exército e Comandante do 11º GAC entre 1979 e 1981; General de Exército Carlos Aníbal Pacheco, antigo Comandante Militar do Leste;  General de Divisão Mauro Sinott Lopes, Comandante da 1ª Divisão de Exército, que presidiu a cerimônia; General de Brigada Kleber Nunes de Vasconcellos, Comandante da Brigada de Infantaria Pára-quedista; e General de Brigada Adilson Carlos Katibe,Comandante da Artilharia Divisionária da 1ª DE. Ressalta-se, ainda, a presença do Coronel Amerino Raposo Filho, de 95 anos, que, durante a Segunda Guerra Mundial, foi Comandante da Linha de Fogo do então III Grupo de Artilharia da Força Expedicionária Brasileira, hoje, 20º Grupo de Artilharia de Campanha Leve.